# Patrick Klas
Patrick Renato Klas (ur. 22 listopada 1975) – holenderski judoka. Olimpijczyk z Atlanty 1996, gdzie zajął siedemnaste miejsce w wadze półśredniej.
Startował w Pucharze Świata w latach 1995−2000. Wicemistrz igrzysk wojskowych w 1997, a także wojskowych MŚ w 1999 roku.

## Letnie Igrzyska Olimpijskie 1996
| Konkurencja | Rundy eliminacyjne    | Rundy eliminacyjne    | Klas. końcowa |
| Konkurencja | Przeciwnik I          | Przeciwnik II         | Miejsce       |
| ----------- | --------------------- | --------------------- | ------------- |
| 78 kg       | José Figueroa (PUR) Z | Gastón García (ARG) P | 17.           |